# 大阪商業園區

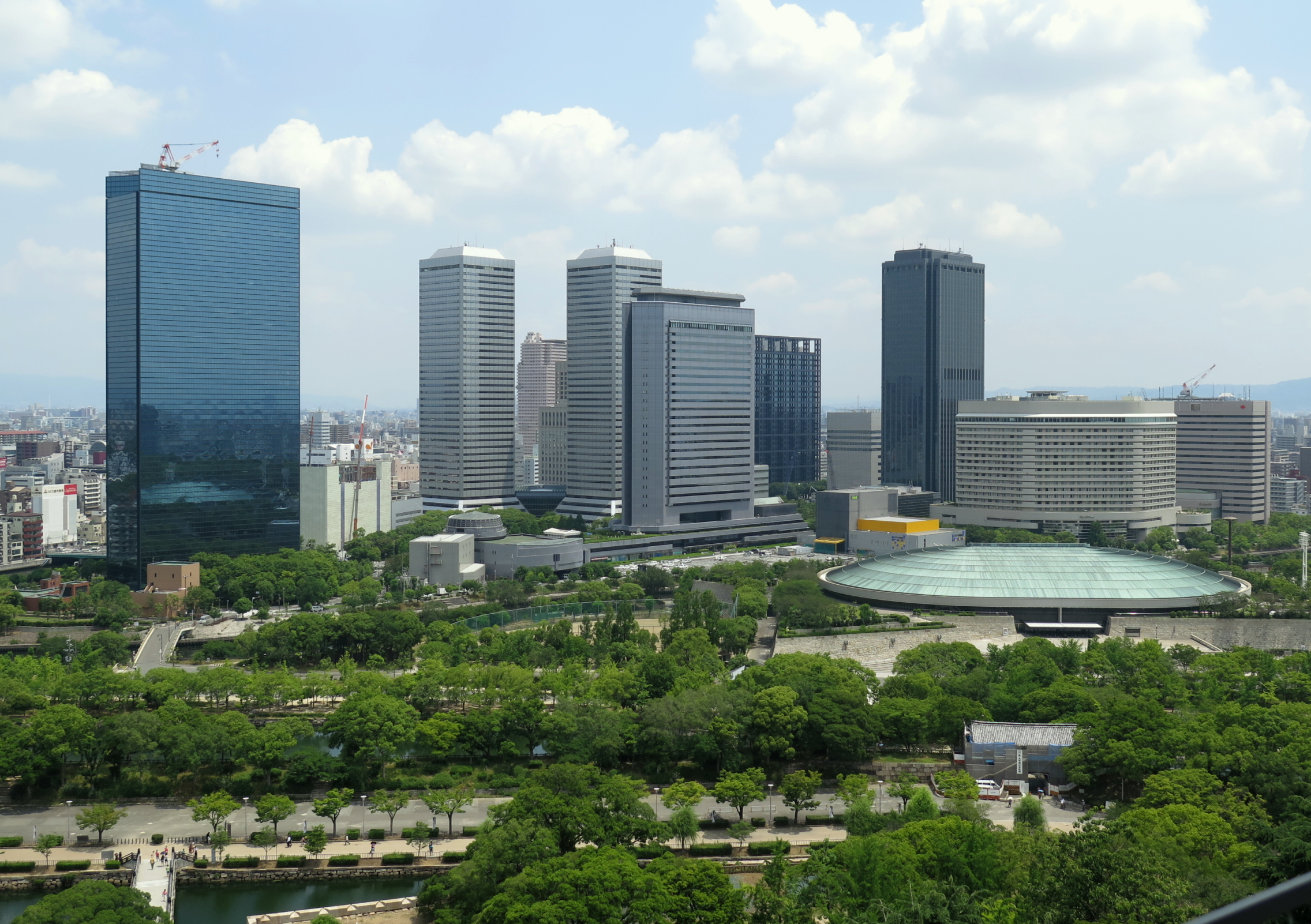
從大坂城天守望向大阪商業園區

大阪商業園區（經常縮寫簡稱為OBP）是一位於大阪府大阪市中央區、由摩天大廈和都市公園組成的再開發地區。園區的開發地點位在兩條河流交會處的一個三角形沖積平原上，古名辯天島（日语：弁天島）。

## 概要
OBP位於大阪城的東北側，由寢屋川、第二寢屋川以及大阪環狀線所圍成、面積約26公頃的三角形地區，古稱辯天島。19世紀時此處曾是日本帝國陸軍大阪砲兵工廠的所在地，1940年時改名為大阪陸軍造兵廠，是全日本規模最大的兵工廠。在二戰期間遭美軍空襲幾乎全毀的兵工廠於戰後由盟軍最高司令部接管，直到1960年代中期才歸還給大阪市作為重劃區用地，成為OBP的濫觴。
大阪本地起家的松下集團（Panasonic）是進駐OBP的先驅者，其旗下專營不動產開發的子公司MID都市開發（舊名「松下興產」）在1986年與1990年時陸續在園區內啟用TWIN21、松下IMP大樓等幾座高層辦公大樓。之後，包括讀賣電視台、住友生命保險、KDDI、東京海上日動火災、富士通、NEC、近畿大阪銀行、鹿島建設等知名企業也陸續將總公司或關西當地的主要分公司辦公室遷入園區內。
隨著1990年代園區內的發展日益興盛交通需求提升，大阪市營地下鐵在1996年時於OBP園區內啟用大阪商務園區站，成為區域內主要的交通進出門戶。

## 周邊設施
- 大坂城
- 大阪城公園
- 大阪城音樂廳（大阪城ホール）

## 交通
- 大阪商務園區站 - 大阪市營地下鐵長堀鶴見綠地線
- 京橋站 - 京阪本線、JR西日本
- 大阪城公園站 - 大阪環狀線 （徒歩4分）
- 大阪城北詰站 - JR東西線 （徒歩4分）
- 大阪城港 - 大阪水上巴士

## 外部連結
- （日語）一般社團法人大阪商業園區協議會官方網站 （页面存档备份，存于）